# NGC 682
NGC 682 is een elliptisch sterrenstelsel in het sterrenbeeld Walvis. Het hemelobject werd op 30 december 1785 ontdekt door de Duits-Britse astronoom William Herschel.

## Synoniemen
- PGC 6663
- MCG -3-5-22